# Institut für Hochschulkunde

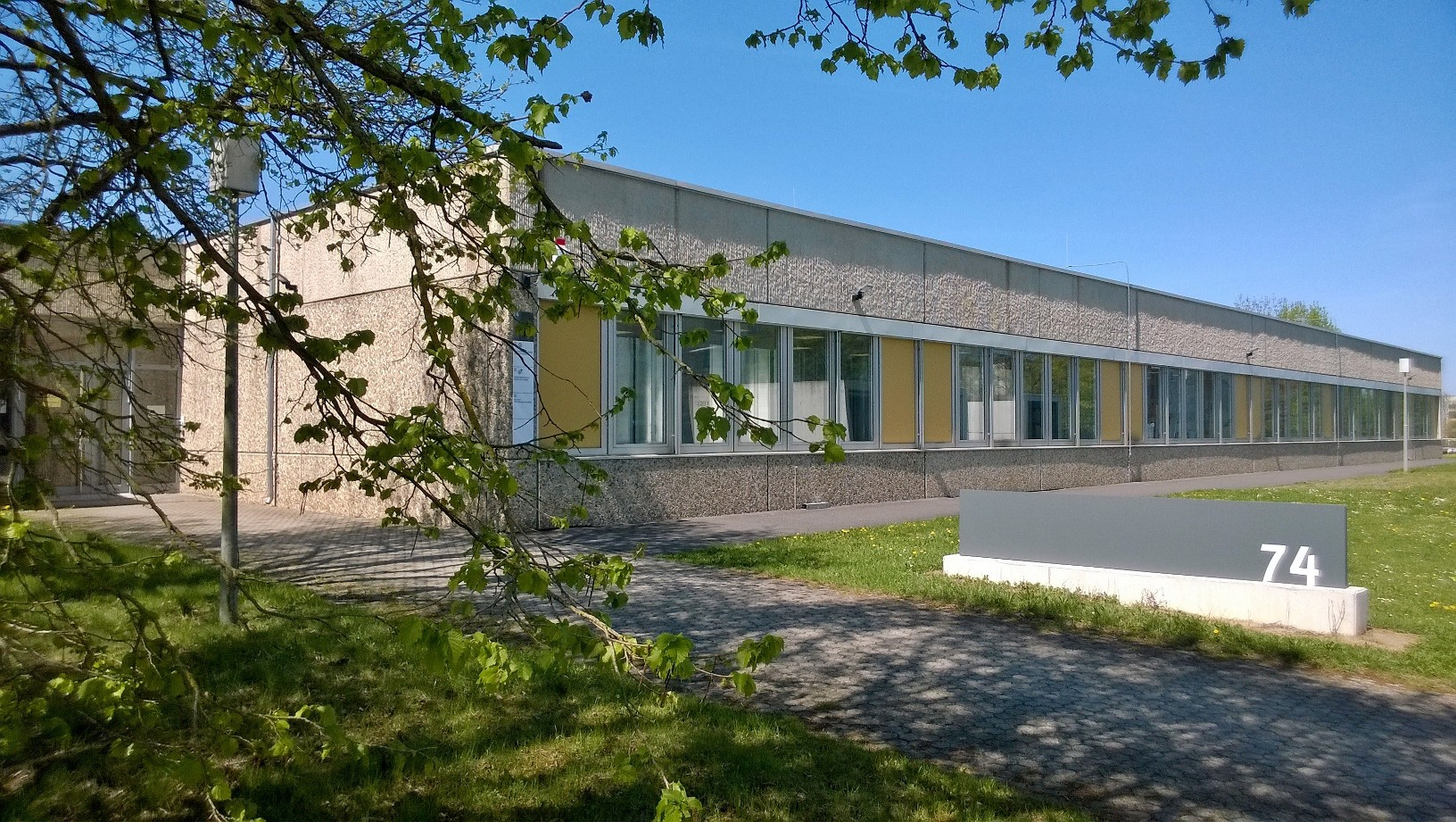
Institut für Hochschulkunde, Campus Hubland Nord

Das Institut für Hochschulkunde (IfH) ist eine private wissenschaftliche Einrichtung an der Julius-Maximilians-Universität Würzburg mit bedeutenden Sammlungen zur Studentengeschichte, insbesondere zur Geschichte der Studentenverbindungen. Aufbewahrung und Erschließung der Bestände für den Leihverkehr obliegen der Universitätsbibliothek Würzburg.

## Geschichte

### Vorläufer in Göttingen und Frankfurt am Main

Gründungsbeschluss des Hochschularchivs der Deutschen Studentenschaft

Auf Anregung des ehemaligen Freistudenten und Studentenhistorikers Paul Ssymank, der an der Georg-August-Universität Göttingen einen Lehrauftrag für Hochschul- und Studentengeschichte innehatte, beschloss der 1. Deutsche Studententag 1919 die Gründung des „Hochschularchivs der Deutschen Studentenschaft (DSt)“ mit Sitz in Göttingen. Um angesichts des Verfassungskonfliktes innerhalb der DSt den Fortbestand der schnell anwachsenden Bestände zu sichern, vereinigte Ssymank das Archiv im September 1925 mit seiner Hochschulkundlichen Bücherei (begründet 1909), einer Auslandsabteilung und der Sammelstelle für studentische und akademische Zeitschriften und benannte es in Institut für Hochschulkunde um. 1929 wurde ihm zusätzlich der Wissenschaftliche Apparat für Studentengeschichte an der Universität Göttingen angegliedert.
1928 entstand unter Mitwirkung des Rektors der Johann Wolfgang Goethe-Universität Frankfurt am Main, Fritz Drevermann, des Magistrats der Stadt Frankfurt und privater Förderer die der Stadtbibliothek in Frankfurt angegliederte Hochschulkundliche Sammlung in Frankfurt a. M. Sie umfasste insbesondere die bedeutende studentengeschichtliche Sammlung von Carl Manfred Frommel (ca. 12.000 Nummern, Grafik und Bibliothek), die bisher der Universitätsbibliothek in Marburg angegliederte Bibliothek des Verbandes Alter Corpsstudenten (VAC) (4000 Bände), das Archiv des Kösener Senioren-Convents-Verbandes, das Archiv des Verbandes Alter Corpsstudenten, das Archiv des Allgemeinen Deutschen Waffenrings, das Archiv des Verbandes der Chemikerschaften an den deutschen Hochschulen und das Archiv der Frankfurter Studentenhilfe. Das Göttinger Hochschularchiv der Deutschen Studentenschaft wurde ebenfalls der Frankfurter Sammlung übergeben. Auf Veranlassung von Reichsarchivdirektor Ernst Müsebeck (Wingolf), der von Anfang an in die Planungen eingebunden war, wurde die Verantwortung für Sammlung und Verwaltung 1931 durch die Abteilung Frankfurt des Reichsarchivs übernommen.

### Würzburg

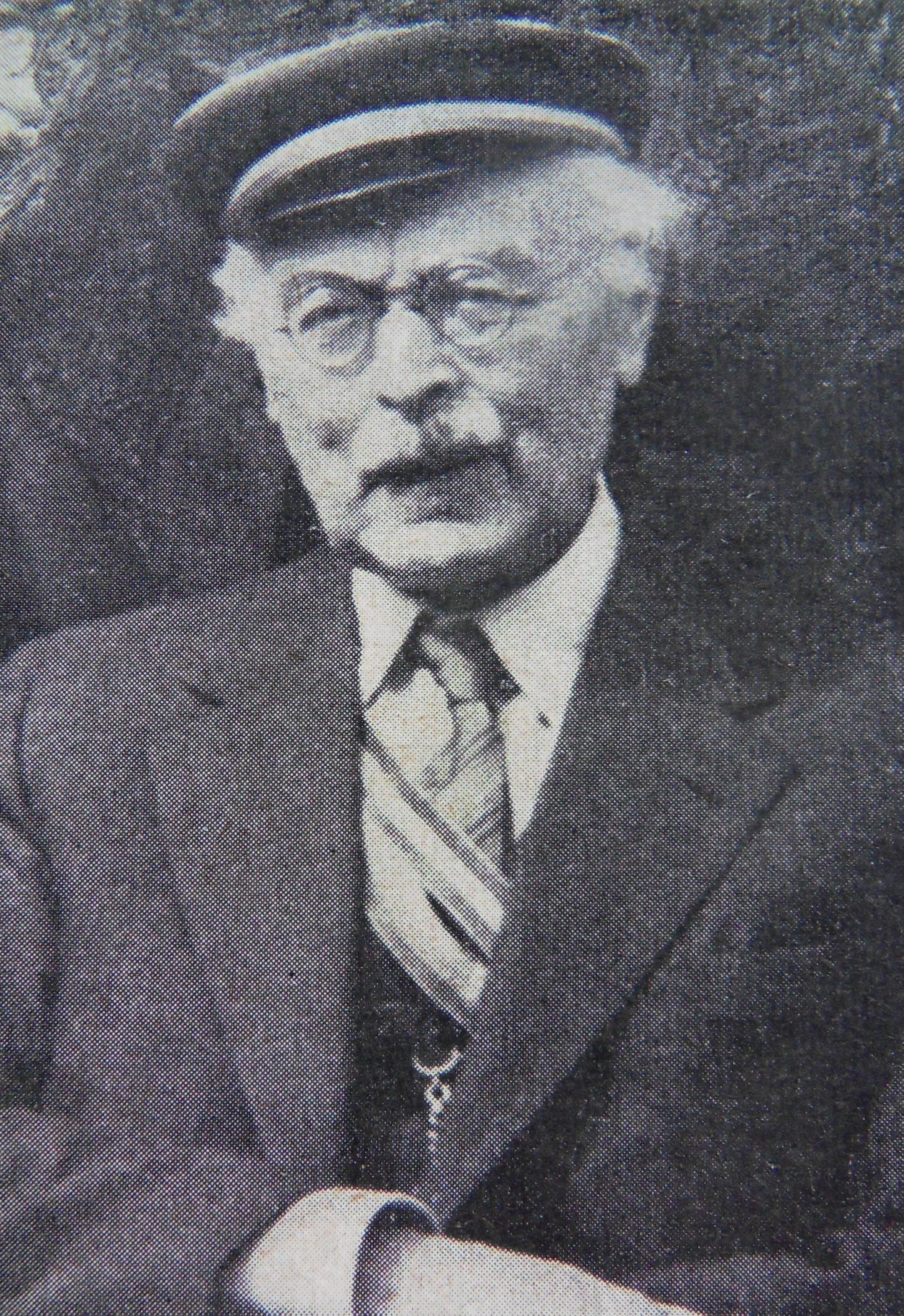
Georg Meyer-Erlach

Der Würzburger Stadtrat Hellmut Umhau und Georg Meyer-Erlach initiierten ab 1935 auf der Festung Marienberg ein weiteres Institut, in das die Frankfurter Bestände 1937 überführt wurden. Zusammen mit dem Wissenschaftlichen Institut für deutsche Hochschulkunde und Studentengeschichte bezog somit auch das Studentengeschichtliche Museum Räume der Festung Marienberg. Die Stadt Würzburg unterstützte den Aufbau maßgeblich durch Übernahme von Bau- und Personalkosten sowie durch den Ankauf der bedeutenden Sammlungen Georg Schmidgall und Oskar Scheuer. Im Januar 1937 löste Ssymank sein Institut auf und veräußerte seine Bestände ebenfalls an die Stadt Würzburg. Das Institut geriet 1938 unter die Kontrolle Reichsstudentenführung, die den Historiker und Burschenschafter Arnold Brügmann mit der Leitung beauftragte. Unter seiner Leitung wurde das Institut zugleich Archiv des Nationalsozialistischen Deutschen Studentenbundes und der mit der Reichsstudentenführung die Trägerschaft des Instituts für Studentengeschichte und Hochschulkunde innehabenden Deutschen Studentenschaft.
In der Nachkriegszeit wurden die Sammlungen des Instituts, soweit sie den Bombenangriff auf Würzburg am 16. März 1945 und Plünderungen überstanden hatten, auf Initiative mehrerer Altherrenverbände gesichert. Per Leihvertrag mit der Bayerischen Staatsregierung wurden sie in der Alten Universität (Domerschulstraße) untergebracht, um sie der interessierten Fachöffentlichkeit zugänglich zu machen. Die Erschließung übernahmen Meyer-Erlach, der dem Institut bis 1956 vorstand, und sein Nachfolger Albin Angerer, der bis Dezember 1976 dort wirkte. Die Trägerschaft übernahm 1961 die Deutsche Gesellschaft für Hochschulkunde.
Ab 1982 befand sich das Institut, das ab Januar 1977 unter Leitung von Walter Michael Brod stand, in eigenen Räumlichkeiten der neuen Universitätsbibliothek Würzburg. Im Sommersemester 2014 hat das Institut neue, größere Räumlichkeiten in einem renovierten Gebäudetrakt der ehemaligen Würzburg American Elementary School der aufgelassenen Leighton Barracks (nun im Campus Hubland Nord der Universität Würzburg) bezogen. Ulrich Becker war lange Jahre der Ansprechpartner vor Ort. Wissenschaftlicher Leiter des Instituts war von 2006 bis 2010 der Würzburger Hochschullehrer und Kunsthistoriker Stefan Kummer. Ihm folgte der Historiker Matthias Stickler. Kustodin ist seit 2006 die Kunsthistorikerin  Michaela Neubert. Das IfH teilt seine Archivräume mit der am 4. Juli 2014 gegründeten Forschungsstelle Deutscher Orden.

## Bestände

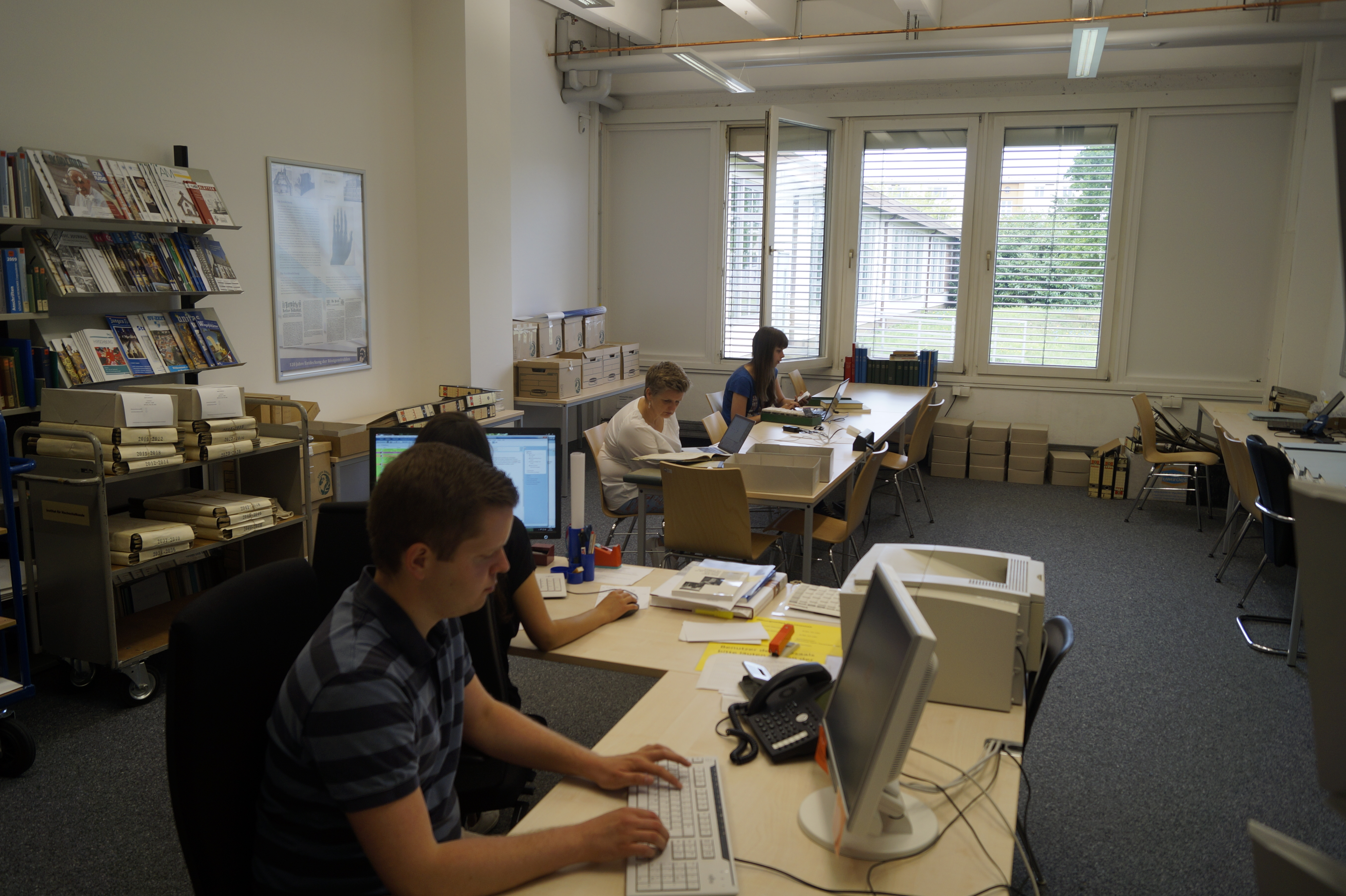
Lesesaal

Das Institut für Hochschulkunde vereinigt Bibliotheks-, Museums- und Archivgut aus vier Jahrhunderten. Zu seinen Sammlungen gehören:
- eine Bibliothek mit rund 35.000 Bänden zur Universitäts-, Wissenschafts- und Studentengeschichte
- eine Sammlung von rund 3.500 Blatt Graphik zur Studenten- und Hochschulgeschichte
- museales Kulturgut studentischer Herkunft, sogenannte Studentica (Glas, Keramik, Waffen, Stammbücher, Fotos u. a.) sowie
- die Archive
  - des Kösener-Senioren-Convents-Verbandes (Kösener Archiv, einschließlich der archivischen Überlieferung des geschäftsführenden Verbandes des Erlanger Verbände- und Ehrenabkommens und des Vororts des Allgemeinen Deutschen Waffenrings)[8]
  - des Weinheimer Senioren-Convents
  - des Coburger Convents einschließlich seiner Vorläuferverbände (Deutsche Landsmannschaft, Vertreter-Convent der Turnerschaften)
  - des Akademischen Turnbundes und
  - des Bundes Deutscher Ingenieur-Corporationen (BDIC).

## Ausstellungen
Das Institut beteiligt sich an Ausstellungen. Dazu sind folgende Kataloge erschienen:
- Wider Zopf und Philisterey. Deutsche Studenten zwischen Reformzeit und Revolution 1800–1850.  Würzburg 1985
- Studentenverbindungen und Verbindungsstudenten in Bonn. Ausstellungskatalog des Arbeitskreises Bonner Korporationen und des Instituts für Hochschulkunde. Würzburg 1989

## Deutsche Gesellschaft für Hochschulkunde
Rechtsträgerin des Instituts für Hochschulkunde ist die 1922 gegründete Deutsche Gesellschaft für Hochschulkunde. Ihr Zweck ist die Förderung wissenschaftlicher Forschung über die Geschichte der Hochschulen und der Studentenschaft im deutschen Sprachraum. Sie fördert folgende Aktivitäten:
1. Unterhaltung und Fortführung ihrer wissenschaftlichen Bibliothek und ihrer verschiedenen Kunstsammlungen im Institut für Hochschulkunde
2. Herausgabe und Unterstützung der Herausgabe wissenschaftlicher Veröffentlichungen
3. Veranstaltung von Ausstellungen
4. Wissenschaftliche Vortragsveranstaltungen

Für die Erfüllung ihrer Aufgaben und für den Fortbestand des Instituts für Hochschulkunde ist die DGfH auf Beiträge und Spenden ihrer Mitglieder und Freunde angewiesen. Beiträge und Spenden sind steuerabzugsfähig. Jedes Mitglied erhält als Jahresgabe einen Wandkalender mit Darstellungen aus den Sammlungen des Instituts für Hochschulkunde. Der Vorsitzende der Deutschen Gesellschaft für Hochschulkunde ist Frank Nowak (seit 2021).